# Newquay
Newquay är en stad och civil parish i Cornwall i England. Folkmängden uppgick till 20 189 invånare 2011, på en yta av 5,56 km².